# Scania-Vabis L20
Scania-Vabis L20/L60/L71 är en serie lastbilar, tillverkade av den svenska biltillverkaren Scania-Vabis mellan 1946 och 1958.

## Scania-Vabis L20
Scania-Vabis första efterkrigsmodell L10 hade introducerats redan under 1944. Två år senare kom den större L20, med en sexcylindrig variant av den enhetsmotor som Scania-Vabis introducerat i slutet av 1930-talet. Bilen fanns även med boggibakaxel och kallades då LS20, med S för ”stödaxel”. Största boggibilen hade en lastförmåga på 10,2 ton.

## Scania-Vabis L60
I slutet av 1949 introducerade Scania-Vabis en direktinsprutad utveckling av sin enhetsmotor. Den hade konstruerats i samarbete med den brittiska lastbilstillverkaren Leyland Motors. Med den nya motorn bytte den sexcylindriga lastbilen namn till L60 och LS60. I övrigt var bilen i stort sett oförändrad. 1951 byttes den gamla osynkroniserade fyrväxlade växellådan ut mot en ny femväxlad låda med synkronisering på de fyra högsta välarna.

## Scania-Vabis L71 Regent
Våren 1954 kom den sista utvecklingen av Scania-Vabis sexcylindriga enhetsmotor med större cylindervolym. Modellen kallades nu L71/LS71 Regent. Bilarna kunde utrustas med tryckluftsbromsar och från hösten 1955 kunde man även beställa servostyrning.

## Motorer
| Modell     | Årsmodell | Motor                    | Cylindervolym | Effekt | Bränslesystem |
| ---------- | --------- | ------------------------ | ------------- | ------ | ------------- |
| L20        | 1946-49   | D604: 6-cyl radmotor ohv | 8476 cm³      | 135 hk | Dieselmotor   |
| L60        | 1949-54   | D622: 6-cyl radmotor ohv | 8476 cm³      | 135 hk | Dieselmotor   |
| L71 Regent | 1954-58   | D642: 6-cyl radmotor ohv | 9348 cm³      | 150 hk | Dieselmotor   |

## Bilder

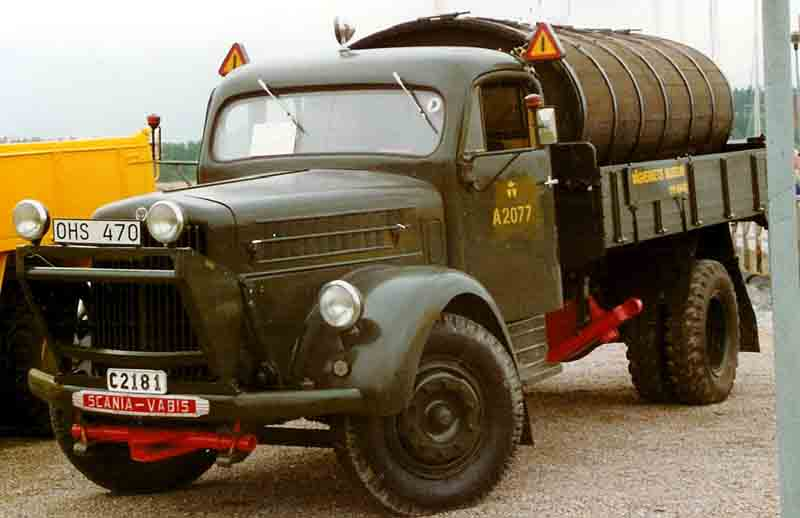
Scania-Vabis L62 1951
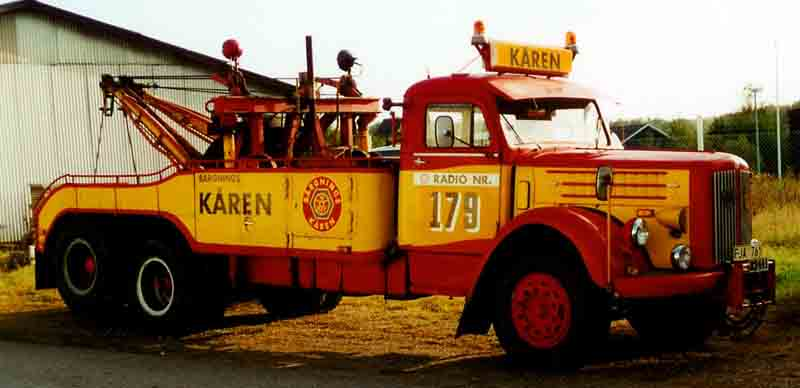
Scania-Vabis LS71 Regent bärgningsbil 1958